# Душан Маркович
Душан Маркович (на сърбохърватски: Душан Mapковић / Dušan Marković) е югославски футболист, нападател.

## Кариера
Душан Маркович прекарва голяма част от кариерата си във Войводина Нови Сад. След 14 години игра за Войводина, той играе и в белградския БСК и във френския Гренобъл Фут 38.

### Национален отбор
Единственият си мач в националния отбор, Душан Маркович играе на 9 октомври 1932 г., в приятелски мач срещу националния отбор на Чехословакия в Прага (1: 2). Повикан е в националния отбор и преди, за първата Световна купа в Уругвай, но не е играе в турнира.